# AK-130
AK-130 je sovětský 130mm lodní kanón, který byl vyvinutý během studené války společností CKB-7.

## Vývoj
Vývoj kanónu byl zahájena v červnu 1976 společností CKB-7. Nejprve byl vyroben jednohlavňový kanón s označením A-217, následoval dvouhlavňový A-218, který byl vybrán admirálem sovětského námořnictva kvůli vyšší rychlosti střelby. Kanón byl pět let ve zkušebním provozu na raketovém torpédoborci třídy Sovremennyj a 1. listopadu 1985 byl přijat do služby.

## Popis
Kanón může dosáhnout vysoké rychlosti palby (až 70 ran/min), ovšem za cenu vyšší hmotnosti. Automatické nabíjení umožňuje nepřetržitou palbu až do vyprázdnění zásobníku. Vysoká rychlost palby, pokud je kanón nabit odpovídajícím typem nábojů, umožňuje, aby zbraň AK-130 sloužila jako protiletadlové dělo. Systém používá dvoupásmový radar MR-184. Radar může sledovat dva cíle současně a jeho dosah je 75 km. Hmotnost radaru a řídících systémů je dohromady 8 t.

## Naváděcí systém
Naváděcí systém Lev-218 (MR-184) vyvinula společnost KB Ametist na základě systému Lev-114 (MR-114). Podle některých zpráv byl systém Lev-214 (MR-104) použit místo něj na torpédoborcích třídy Sovremennyj. Systém zahrnuje radar pro sledování cíle, laserový dálkoměr DVU-2, balistický počítač a ochranu proti rušení. Systém je schopen přijímat označení cíle z detekčních zařízení na lodi, upravovat parametry pohybu a elevaci kanónu a dokáže upravovat dávky střelby i automaticky střely sledovat. DVU-2 spolu se softwarem vyvinuly společnosti TsNIIAG a PO LOMO s využitím nepřímo stabilizovaného laserového paprsku v roce 1977.

## Technické specifikace
- Ráže: 130 mm
- Obsluha: 6-10 osob

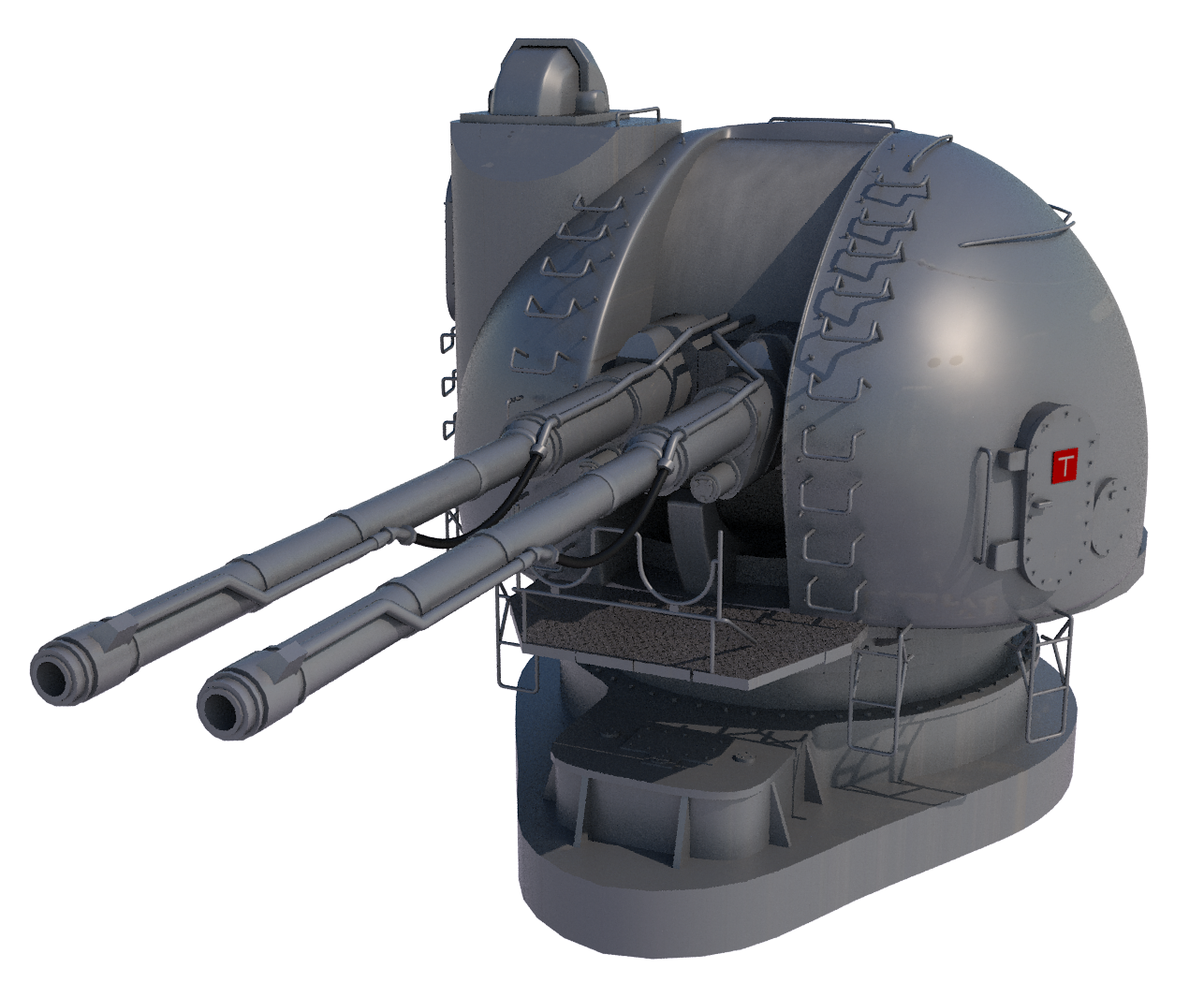
Model kanónu AK-130

- Hmotnost: 94 t (věž), 8 t (radar a další řídící systémy)
- Délka: 9,1 m (včetně hlavně)
- Náměr: -12 ° až +80 ° (rychlost 25 °/s)
- Odměr: -200 ° až +200 ° (rychlost 25 °/s)
- Zpětný ráz: 0,52 m až 0,624 m
- Úsťová rychlost: 850 m/s
- Kadence: 20-70 ran/min
- Maximální dostřel: 23 km (pozemní cíle), 15 km (letadla), 8 km (rakety)
- Zásobník munice: 150-180 nábojů[1]